# Ostseepokal (Handball)
Das Handballturnier um den Ostseepokal, (auch Ostseecup und später Baltic Cup genannt), wurde von 1968 bis 1989 insgesamt 16 Mal ausgetragen. Es war vor der Gründung der Europäischen Handballföderation (EHF) 1991 und der Einführung der Europameisterschaften 1994 das größte europäische Turnier für Männer-Nationalmannschaften und zugleich das einzige, das in wechselnden Ländern stattfand. Es kann daher als inoffizieller Vorläufer der EM angesehen werden.
Erstmals wurde der Ostseepokal 1968 in Sopot/Zoppot (Polen) ausgetragen. Diese Veranstaltung fand noch auf dem Kleinfeld statt, ab dem Folgejahr in der Halle. Der Name geht auf die Ausrichter zurück. Teilnehmer waren aber auch Handball-Nationen der damaligen europäischen Leistungsspitze, die nicht an die Ostsee grenzen, wie die damalige ČSSR, Rumänien, Ungarn, Island und Norwegen.
Es gab und gibt zwar auch andere regelmäßige Turniere für Nationalmannschaften (Karpatenpokal in Rumänien, Turniere des Deutschen Handball-Verbandes (DHV) der DDR, Zarja Vostoka oder Tbilissi-Cup im damals noch zur UdSSR gehörigen Georgien. Weiterhin den Supercup der ehemaligen Weltmeister und Olympiasieger in der Bundesrepublik Deutschland). Diese Turniere fanden bzw. finden jedoch immer im selben Land statt und die Teilnehmerzahl umfasste meist nicht mehr als sechs Mannschaften.

## Austragungsmodus
Am Ostseepokal nahmen in der Regel acht Mannschaften teil. 1969 und 1971 sowie 1985 bis 1987 waren es sechs, 1970 nur fünf. 1970 und 1985 bis 1987 wurde in einer einfachen Runde im Modus „Jeder gegen Jeden“ gespielt, in den anderen Jahren entsprechend in zwei Vorrundengruppen, anschließend Platzierungsspiele: die Gruppen-Ersten um Platz 1 und 2, die Zweiten um 3 und 4 usw. Abweichend stritten 1972 bis 1974 die letzten beiden jeder Gruppe in einer Trostrunde um die Plätze 5 bis 8 und die ersten beiden jeder Gruppe in einer Finalrunde um die Plätze 1 bis 4, wieder „Jeder gegen Jeden“.
Im Unterschied zu einer offiziellen Meisterschaft war es üblich, dass das Gastgeberland mit zwei Teams antreten konnte: (A- und B-Mannschaft, Auswahl I und II oder Senioren und Junioren).

## Zeitraum
Von 1968 bis 1981 fand das Turnier – außer 1975 und 1978 – jährlich statt, danach nur noch vier Mal: Die letzte Austragung erfolgte 1989 in norddeutschen Städten (Gruppenphase) und in Dortmund (Platzierungsspiele).

## Sieger
| Jahr    | Gastgeber         | Platz 1           | Platz 2           | Platz 3                    |
| 1968    | Polen             | Rumänien          | Ungarn            | Polen A                    |
| 1969    | Schweden          | DDR               | Polen             | Sowjetunion                |
| 1970    | DDR               | DDR A             | Schweden          | Polen                      |
| 1971    | Dänemark          | DDR               | Sowjetunion       | Polen / BR Deutschland (a) |
| 1972    | Sowjetunion       | Sowjetunion A     | BR Deutschland    | DDR                        |
| 1973    | BR Deutschland    | Sowjetunion       | DDR               | BR Deutschland A           |
| 1974    | Polen             | DDR               | Sowjetunion       | Polen A                    |
| 1975    | nicht ausgetragen | nicht ausgetragen | nicht ausgetragen | nicht ausgetragen          |
| 1976    | Schweden          | Sowjetunion       | DDR               | Polen                      |
| 1977    | DDR               | DDR A             | Sowjetunion       | Polen                      |
| 1978    | nicht ausgetragen | nicht ausgetragen | nicht ausgetragen | nicht ausgetragen          |
| 1979    | Dänemark          | DDR               | BR Deutschland    | Sowjetunion                |
| 1980    | BR Deutschland    | Sowjetunion       | DDR               | BR Deutschland A           |
| 1981    | Sowjetunion       | DDR               | Sowjetunion A     | Polen                      |
| 1982–84 | nicht ausgetragen | nicht ausgetragen | nicht ausgetragen | nicht ausgetragen          |
| 1985    | Polen             | Sowjetunion       | Polen A           | DDR                        |
| 1986    | Dänemark          | DDR               | Sowjetunion       | Dänemark A                 |
| 1987    | DDR               | Sowjetunion       | DDR               | BR Deutschland             |
| 1988    | nicht ausgetragen | nicht ausgetragen | nicht ausgetragen | nicht ausgetragen          |
| 1989    | BR Deutschland    | Sowjetunion       | BR Deutschland A  | DDR                        |

## Medaillenspiegel
| Rang | Land           | Gold | Silber | Bronze |
| ---- | -------------- | ---- | ------ | ------ |
| 1    | DDR            | 8    | 4      | 3      |
| 2    | Sowjetunion    | 7    | 5      | 2      |
| 3    | Rumänien       | 1    | 0      | 0      |
| 4    | BR Deutschland | 0    | 3      | 4      |
| 5    | Polen          | 0    | 2      | 7      |
| 6    | Schweden       | 0    | 1      | 0      |
| 6    | Ungarn         | 0    | 1      | 0      |
| 8    | Dänemark       | 0    | 0      | 1      |